# Miljövinsten
Miljövinsten är ett prenumerationslotteri som anordnas av Håll Sverige Rent. Syftet är att öka insamlingen för att finansiera det viktiga arbetet med att hålla Sverige rent. Lotteriets högsta vinst är 5 miljoner kronor i den årliga jackpottdragningen. Mer information om miljövinsten finns på www.miljovinsten.se.

## Bingolotto
Miljövinsten var en insamling mellan och Naturskyddsföreningen och WWF som pågick till 2002. Lottköparen köpte ett klistermärke som den klistade på lotten och skickade in. Överskottet från intäkterna gick till föreningarna och resten delades ut i form av vinster. En av de som skickade in blev även gäst i studion kommande vecka.